# Linguagem sonora do rádio
Linguagem sonora do rádio implica a organização da linguagem  onde é utilizado o jornal a informação, que aborda  documentários, entrevistas, reportagens, boletim de opinião, mesa redonda, utilidade pública e noticiário, que pode ser classificado como informativo, especializado, síntese noticiosa, rádio jornal, edição extra, toque informativo e rádio revista. Todos com o intuito de atingir o maior público possível.

A linguagem sonora do rádio também tem seu papel fundamental, pois utiliza a combinação de elementos racionais onde está inserido o texto, e não verbais, que incluem a sonoplastia e o desempenho da voz, que precisa captar a atenção do ouvinte, com frases concisas, de forma atraente, clara. O locutor pode repetir algo equivalente, pelo menos duas ou três vezes para a memorização.  Outro ponto abordado por alguns autores, é a  redundância combatida no texto televisivo e jornal impresso, sendo que no rádio é uma necessidade básica e tem por finalidade também a memorização.Para todos os autores pesquisados, o rádio tem como missão principal o entretenimento, a informação e a persuasão.